# Tim Kleindienst
Tim Kleindienst (Jüterbog, 31 de agosto de 1995) es un futbolista alemán que juega en la demarcación de delantero para el Borussia Mönchengladbach de la Bundesliga.

## Selección nacional
Tras jugar en las categorías inferiores de la selección, finalmente el 11 de octubre de 2024 hizo su debut con la selección de Alemania en un partido de la Liga de Naciones de la UEFA 2024-25 contra Bosnia y Herzegovina que finalizó con un resultado de 1-2 a favor del combinado alemán tras un doblete de Deniz Undav para Alemania, y de Edin Džeko para el combinado bosnio. El siguiente 16 de noviembre, ante el mismo rival, consiguió sus primeros dos tantos como internacional.

## Estadísticas

### Clubes
Actualizado al último partido disputado el 3 de noviembre de 2024.
| Club                     | País     | Año       | Partidos | Goles |
| ------------------------ | -------- | --------- | -------- | ----- |
| Energie Cottbus II       | Alemania | 2013      | 4        | 0     |
| Energie Cottbus          | Alemania | 2013-2015 | 38       | 13    |
| SC Freiburg              | Alemania | 2015      | 8        | 0     |
| SC Freiburg II           | Alemania | 2016      | 8        | 2     |
| 1. F. C. Heidenheim      | Alemania | 2016-2017 | 28       | 7     |
| SC Freiburg II           | Alemania | 2017-2019 | 3        | 1     |
| SC Freiburg              | Alemania | 2017-2019 | 31       | 2     |
| 1. F. C. Heidenheim      | Alemania | 2019-2020 | 29       | 16    |
| K. A. A. Gante           | Bélgica  | 2020-2021 | 23       | 3     |
| 1. F. C. Heidenheim      | Alemania | 2021-2024 | 115      | 60    |
| Borussia Mönchengladbach | Alemania | 2024-     | 33       | 16    |